# Hemerocoetes pauciradiatus
Hemerocoetes pauciradiatus is een straalvinnige vissensoort uit de familie van baarszalmen (Percophidae). De wetenschappelijke naam van de soort is voor het eerst geldig gepubliceerd in 1914 door Regan.